# Boda, Värmdö kommun
Boda är en småort i Värmdö kommun, belägen på nordöstra Värmdölandet. 

## Kommunikationer

### Vägtrafik
Boda nås med SL-buss från Stockholm

### Boda brygga
Boda brygga, i norra delen av byn, är en allmän brygga vid Sandöfjärden som angörs av Waxholmsbolagets turer mot Möja, Vaxholm och norrut mot Gällnö och Svartsö. Här finns drygt 200 parkeringsplatser.

## Historik
Vid 1500-talets mitt fanns en gård i Boda.

Bebyggelsen i söder avgränsades 1995 till en egen småort namnsatt till Boda (södra delen) som uppgick i det gemensamma Boda år 2010.